# Tatort: AE612 ohne Landeerlaubnis
AE612 ohne Landeerlaubnis ist eine Folge der ARD-Krimireihe Tatort. Die vom Norddeutschen Rundfunk (NDR) unter der Regie von Peter Schulze-Rohr produzierte Episode wurde erstmals am 12. September 1971 in der ARD ausgestrahlt.

## Handlung
Max Bergusson wartet und beobachtet am Flughafen Mailand-Linate sichtlich nervös einen arabischen Mann und folgt ihm in die Stadt und wieder zurück zum Flughafen. Obwohl Bergusson ein Ticket für den Flug nach Hamburg hat, bucht er ein Ticket für den Flug AE 612 via Athen nach Beirut, als er sieht, dass der Araber für diesen Flug eincheckt. Bergusson versucht Kriminalhauptkommissar Trimmel zu erreichen und lässt ihm ausrichten, dass er am Abend am Flughafen Hamburg auf ihn warten solle.
Trimmel kennt Bergusson noch aus einem ein Jahr zurückliegenden Fall. Die Ehefrau von Bergusson war in Hamburg einem palästinensischen Bombenanschlag zum Opfer gefallen, der Tatverdächtige Femal Racadi musste damals jedoch aus Mangel an Beweisen freigelassen werden. Bald kann ermittelt werden, dass sowohl Bergusson als auch Racadi an Bord der AE 612 sind.
Etwa zu dieser Zeit entführt Bergusson die Maschine und zwingt die Piloten, beizudrehen und nach Hamburg anstatt nach Athen zu fliegen. Er will die Verhaftung Racadis durch Trimmel und seine Verurteilung erreichen, da er sich mit dem Ermittlungsergebnis von damals nicht abfinden kann.
Trimmel findet mit Hilfe eines untergebenen Polizisten bei der Durchsicht der alten Akten und Asservaten heraus, dass aus Teilen eines Radios, das seinerzeit bei der damaligen Freundin Racadis sichergestellt wurde, der Zeitzünder der Bombe gebastelt worden war, was Racadis Täterschaft nunmehr eindeutig beweist. Trimmels Assistent kann in einer Diskothek den ehemaligen Komplizen von Racadi und später in der Wohnung die ehemalige Freundin von Racadi festnehmen. Letztere beteuert, dass Racadi nicht die Absicht hatte, mit dem Anschlag jemanden zu töten, sondern er nur auf die Lage der Palästinenser aufmerksam machen wollte.
Unterdessen bemerkt Racadi an Bord, dass die Maschine die Richtung geändert hat. Er bringt eine Stewardess in seine Gewalt, um eine erneute Kursänderung zum ursprünglich geplanten Flugziel zu erzwingen. Nach Verhandlungen erreicht der Kapitän, dass er zuerst nach Hamburg fliegt, dort alle Passagiere freigelassen werden sollen und die Maschine dann mit Racadi und der Crew nach Beirut fliegt.
Angeregt durch einen Vorschlag von Trimmel zwingt Bergusson die Piloten, anstatt auf dem Hamburger Flughafen Fuhlsbüttel auf dem MBB-Flughafen-Finkenwerder direkt an der Elbe zu landen. Bergusson dirigiert die Maschine so dicht wie möglich an das Bahnende am Elbufer, damit die Maschine vorerst nicht aus eigener Kraft umdrehen und wieder starten kann.
Nachdem alle Passagiere freigelassen wurden, plant Bergusson, Racadi aus dem Cockpit heraus zu erschießen, doch Racadi erzwingt die Öffnung der hinteren Tür. Nachdem der Pilot entgegen Bergussons Anweisung die hintere Tür geöffnet hat, ist dieser einen Moment unaufmerksam, und es gelingt dem Copiloten, Bergusson zu überwältigen und ihn der Polizei zu übergeben.
Racadi flieht mit seiner Geisel auf einem Polizeiboot. Als Freiwilliger, der das Boot steuern soll, meldet sich Fluglotse Jürgens. Er ist der Freund der Geisel. Ihm gelingt es, Racadi zu entwaffnen. Während die beiden Männer kämpfen, springt ein Polizist in das Boot und gemeinsam können die beiden Männer Racadi überwältigen.

## Hintergrund
Der Titel bezieht sich auf die Flugnummer AE612 der damals fiktiven „Air Europe“. Bei der „entführten“ Maschine handelte es sich um eine BAC 1-11.
Im realen Flugverkehr fand tatsächlich eine unbeabsichtigte Verwechslung des Flugplatzes Hamburg-Finkenwerder mit dem Flughafen Hamburg-Fuhlsbüttel statt: Am 31. Mai 1967 landete der Chefpilot der spanischen Chartergesellschaft Spantax mit einer Convair CV-990 auf der damals nur 1360 m langen Landebahn von Hamburg-Finkenwerder, weil er sie mit einer etwa 3000 m langen Landebahn des internationalen Flughafens Hamburg-Fuhlsbüttel verwechselt hatte. Er brachte die Maschine gerade noch vor dem Bahnende zum Stehen (siehe auch: „Finkenwerder Airlines“).

## Kritiken
Die Kritiker der Fernsehzeitschrift TV Spielfilm urteilen humorvoll: „Drama am Himmel klarer Fall für Trimmel.“

„Eine weitere darstellerische Meisterleistung zeigte Günter Mack 1971 in dem ‘Tatort’-Krimi ‘AE 612 ohne Landeerlaubnis’, in dem er den verzweifelten und zu allem entschlossenen Hijacker Bergusson verkörperte.“

Die Erstausstrahlung von AE612 ohne Landeerlaubnis am 12. September 1971 erreichte in Deutschland einen Marktanteil von 61,0 Prozent für Das Erste.